# Ponometia citrina
Ponometia citrina är en fjärilsart som beskrevs av Druce 1889. Ponometia citrina ingår i släktet Ponometia och familjen nattflyn. Inga underarter finns listade i Catalogue of Life.